# Полин Парментие
Полин Парментие (на френски: Pauline Parmentier) е професионална тенисистка от Франция. Тя започва да тренира активно тенис от 6-годишна възраст. През 2003 г. дебютира на международните турнири, организирани от ITF.
В професионалната си кариера, Полин Парментие е регистрирала 5 титли от турнири, организирани от Международната тенис федерация (ITF). Първата си шампионска титла, френската тенисистка завоюва през 2004 г., по време на тенис-турнира в Кайро, където във финалния мач побеждава украинката Юлия Устюжанина с резултат 6:1, 6:1. На 17 януари 2007 г., печели турнирната надпревара във Форт Уолтън Бийч, където се налага над чешката тенисистка Яна Юрицова с 6:4, 6:3. На 10 април 2007 г., Полин Парментие печели на родна земя турнира в Биариц, в който се налага над алжирската тенисистка Селима Сфар с резултат 6:2, 6:4. През 2007 г., френската тенисистка завоюва още две титли- първо на турнира в Петанж, Люксембург надиграва във финалния сблъсък немската си колежка Мартина Мюлер с 6:1, 6:4, а на 6 октомври печели първия си турнир в рамките на Женската тенис асоциация (WTA). Това се случва по време на турнира „Ташкент Оупън“, в чиито финален мач тя побеждава беларуската си конкурентка Виктория Азаренка с резултат 7:5, 6:2. На 20 юли 2008 г., в австриския град Бад Гащайн, французойката надиграва чешката си опонентка Луцие Храдецка във финала на турнира „Гащайн Лейдис“ с 6:4, 6:4.
В мачовете на двойки, Полин Парментие има две спечелени титли. Първата датира от 17 ноември 2003 г., когато във финалния мач на турнира в Довил заедно със сънародничката си Орели Веди побеждават българката Мария Гезненге и Зузана Хеждова с 5:7, 6:2, 6:1. Втората ѝ титла на двойки е от 2004 г., когато на турнира в египетската столица Кайро заедно с Петра Цетковска неутрализират съпротивата на руския дует Галина Фокина и Раиса Гуревич с 6:4 и 6:2.
Най-доброто си класиране в Световната ранглиста на женския тенис, Полин Парментие записва на 21 юли 2008 г., когато заема 40-а позиция.